# Rejon sowiecki (Krym)
Rejon sowiecki (ukr. Совєтський район, Sowietśkyj rajon) – jednostka administracyjna wchodząca w skład Republiki Autonomicznej Krymu na Ukrainie.
Rejon został utworzony w 1923. Jego powierzchnia wynosi 1080 km² i jest zamieszkiwany przez około 38 tysięcy mieszkańców. Siedzibą władz rejonu jest Sowiecki.
Na terenie rejonu znajdują się 1 osiedlowa rada i 11 rad wiejskich, obejmujących w sumie 38 miejscowości.